# Kardemir Karabükspor
Kardemir Demir Çelik Karabükspor este un club de fotbal turcesc din Karabük, Turcia. Clubul a fost fondat în 1969 prin fuziunea între Karabük Gençlikspor și Demir Çelik Spor. În prezent echipa evoluează în Süper Lig. 

## Lotul actual
Sezonul 2013-14
| Nr. |                           | Poziție | Jucător                                 |
| --- | ------------------------- | ------- | --------------------------------------- |
| 3   | Turcia                    | F       | Eren Güngör                             |
| 4   | Turcia                    | M       | Yigit Incedemir                         |
| 6   | Republica Democrată Congo | F       | Larrys Mabiala                          |
| 7   | Turcia                    | M       | Ahmet İlhan Özek                        |
| 8   | Turcia                    | M       | Hakan Özmert                            |
| 14  | Norvegia                  | M       | Morten Gamst Pedersen                   |
| 15  | Franța                    | F       | Sébastien Puygrenier                    |
| 17  | Mali                      | M       | Samba Sow                               |
| 18  | Nigeria                   | A       | Michael Eneramo (on loan from Beșiktaș) |
| 19  | Brazilia                  | A       | Jones Carioca                           |
| 20  | Turcia                    | M       | Furkan Özçal (on loan from Galatasaray) |
| 21  | Turcia                    | P       | Abdulaziz Demircan                      |
| 22  | Turcia                    | F       | Erdem Özgenç                            |
| 23  | Turcia                    | A       | İlhan Parlak                            |

| Nr. |               | Poziție | Jucător                                    |
| --- | ------------- | ------- | ------------------------------------------ |
| 24  | Turcia        | F       | Emre Özkan                                 |
| 25  | Nigeria       | A       | Joseph Akpala (on loan from Werder Bremen) |
| 27  | Turcia        | M       | Adem Çandır                                |
| 28  | Turcia        | A       | Beykan Șimșek (on loan from Fenerbahçe)    |
| 33  | Turcia        | F       | Uğur Uçar                                  |
| 35  | Turcia        | P       | Bora Körk                                  |
| 39  | Algeria       | M       | Jugurtha Hamroun                           |
| 42  | Turcia        | M       | Musa Cagiran                               |
| 44  | Turcia        | F       | Murat Akca                                 |
| 66  | Turcia        | F       | Onur Cenik                                 |
| 68  | Turcia        | F       | İshak Doğan                                |
| 79  | Turcia        | M       | Erkan Kaș (on loan from Beșiktaș)          |
| 99  | Țările de Jos | P       | Boy Waterman                               |

### Împrumutați
| Nr. |        | Poziție | Jucător                                         |
| --- | ------ | ------- | ----------------------------------------------- |
|     | Turcia | F       | Baris Aysu (at İstanbulspor until 30 June 2014) |

## Jucători notabili
| - Youssef Haraoui - Sead Halilović - Sanjin Pintul - Senad Repuh - Hadis Zubanović - Emmanuel Emenike - Florin Tene - Ali Yavaș - Burak Özsaraç | - Erdoğan Yılmaz - Hakan Ünsal - Hasan Vezir - İbrahim Kaș - İbrahim Üzülmez - Selami Sarı - Tarık Dașgün - Vedat İnceefe - Zafer Özgültekin |  |

## Antrenori
| - Nazmi Bilge (1969–70) - İsmail Kurt și Çetin Güney (1970–71) - Altan Sayın (1971–72) - Altan Sayın and Yüksel Așkun (1972–73) - Basri Dirimlili (1973–74) - Candemir Berkman, Yüksel Așkun and Altan Santepe (1974–75) - Altan Santepe and Hikmet Galin (1975–76) - Ahmet Karlıklı (1976–77) - Ahmet Karlıklı and Fuat Kızıltuğ (1977–78) - Turgut Kafkas and Gürcan Berk (1978–79) - Yüksel Așkun (1979–81) - Yüksel Așkun and Erdoğan Gürhan (1981–82) - Özhan Maraton, Hikmet Galin and Yüksel Așkun (1982–83) - Yüksel Așkun (1983–84) - Yüksel Așkun and Ergun Kantarcı (1984–85) - Ergun Kantarcı and Özhan Maraton (1985–86) - Mehmet Babalık (1986–87) | - Ergun Kantarcı (1987–88) - Ergun Kantarcı, Suat Mamat and Özhan Maraton (1988–89) - Halil Mutlu (1989–90) - Mehmet Bașaygün and Özhan Maraton (1991–92) - Ali Kemal Denizci (1992–93) - Ali Kemal Denizci, Yüksel Așkun and İlyas Tüfekçi (1993–94) - Akif Bașaran, İlyas Tüfekçi, Cahit Dikici and İsa Ertürk (1994–95) - Orhan Yahya Yüce (1995–96) - Zeynel Soyuer and Giray Bulak (1996–97) - Nenad Bijedić (1997–98) - Ahmet Akçan, Orhan Yahya Yüce, Cihat Erbil and Neșet Muharrem (1998–99) - Neșet Muharrem, Ali Kemal Denizci and Cahit Dikici (1999–00) - İsmail Kartal and Hasan Vezir (2000–01) - Hasan Vezir and Cüneyt Memișoğlu (2001–02) | - Cüneyt Memișoğlu and Fatih Eser (2002–03) - Semih Tokatlı and Celal Kıbrızlı (2003–04) - Mücahit Yalçıntaș, Tarık Yurttaș and İlyas Tüfekçi (2004–05) - İlyas Tüfekçi and Ali Güneș (2005–06) - Hüseyin Hamamcı and Erdoğan Yılmaz (2006–07) - Mustafa Çapanoğlu (2007–08) - Turgut Uçar and Hüsnü Özkara (18 June 2008–30 June 09) - Yücel İldiz (1 July 2009–5 Nov 11) - Bülent Korkmaz (8 Nov 2011–9 May 12) - Michael Skibbe (17 May 2012–4 Nov 12) - Mesut Bakkal (6 Nov 2012–6 May 13) - Suat Sarican (interim) (201?–) - Tolunay Kafkas (8 July 2013–) |